# Dũng Kiều
Dũng Kiều (chữ Hán giản thể: 埇桥区, âm Hán Việt: Dũng Kiều khu) là một quận của địa cấp thị Túc Châu tỉnh An Huy, Cộng hòa Nhân dân Trung Hoa. Chính quyền nhân dân Túc Châu đóng tại quận này. Quận Dũng Kiều giáp Từ Châu của tỉnh Giang Tô về phía bắc, tây bắc là Hoài Bắc, huyện Tiêu và Nãng Sơn đều thuộc Tú Châu, phía đông là huyện Linh Bích của Tú Châu, phía tây là Mông Thành của Phu Dương, phía nam là Cố huyện và Hoài Viễn của Bạng Phụ